# Geelbuikbladroller
De geelbuikbladroller (ook wel koraalbladroller) (Ptycholoma lecheana) is een nachtvlinder uit de familie Tortricidae (bladrollers). De spanwijdte van de vlinder bedraagt tussen de 16 en 20 millimeter. Het diertje komt verspreid over Europa voor.

## Waardplanten
De geelbuikbladroller heeft allerlei bomen en struiken als waardplanten.

## Voorkomen in Nederland en België
De geelbuikbladroller is in Nederland en in België een algemene soort, die verspreid over het hele gebied kan worden gezien. De soort vliegt van eind mei tot juli.